# Камерная симфония
Камерная симфония (нем. Kammersinfonic; итал. sinfonia da camera) - одна из разновидностей симфонии, появившихся в начале XX в. как реакция на грандиозные масштабы позднеромантических симфоний. 
Типичны сокращённый состав оркестра (струнные, смешанный состав, камерный оркестр с солистами, ансамбль солистов), уменьшение количества частей (до одной - двух) и их длительности. 

## История
Камерная симфония формировалась под воздействием современной камерной музыки, с которой её сближают стремление к детализированному письму, полифоничности ткани, поиски новых средств выразительности. Камерный симфонизм связан и с неоклассицистскими явлениями, в частности с возрождением приемов  концертирования оркестров. 
Это роднит камерную симфония с различными типами оркестрового концерта, с произведениями, носящими названия  "Музыка для..." (например  "Музыка для струнных, ударных и челесты" Бартока). 
Жанр камерная симфония сложился в Германии и Австрии в начале XX века.
В СССР интерес к камерным симфониям особенно возрос в 1960-е гг., по-разному преломившись в сочинениях Д. Д. Шостаковича, К. Караева, Б. И. Тищенко, М. С. Вайнберга, Э. М. Мирзояна, Р. К. Габичвадзе и др.
К 80-м гг. XX столетия в Удмуртии  получат распространения камерные модификации симфонии: оркестровый концерт, различные композиции для камерных или неполных составов симфонического оркестра (обычно под названием «Музыка для...»), камерная симфония, симфония для струнных в комбинации с солирующими инструментами, роялем и ударными. Одной из причин, вызвавшей столь бурный интерес композиторов к камерным формам оркестрового письма, исследователи считают возрождение неоклассических тенденций - в ориентации на нормы мышления раннего классицизма (в ритме, структурах, синтаксисе, жанрах). Вместе с этим возобновляется интерес к искусству барокко, жанру concerto grosso, камерному стилю мышления, к объективному, внеличному характеру творчества.
С 1990-х в этом жанре работает абхазский композитор Петр Петров.

## Произведения
К камерным симфониям относятся и некоторые сочинения, названные симфониями (у А. Веберна, А. Пуссёра, Д. Мийо). 
А. Шёнберг (1-я камерная симфония для 15 солирующих инструментов, ор. 9, 1906). 
Д. Д. Шостакович (14-я симфония), К. Караев (3-я симф.), Б. И. Тищенко (3-я симфония), М. С. Вайнберг (2-я, 7-я и 10-я симф.), П.Д. Петров (камерная симфония №1,2,3,4,5,6)